# Isabella Flanigan
Isabella Flanigan, née le 22 février 2005 à Fairmont aux États-Unis, est une footballeuse internationale philippine. Elle joue au poste d'attaquante au CE Europa.

## Biographie
Flanigan naît le 22 février 2005 à Fairmont, en Virginie-Occidentale, aux États-Unis, d'une mère philippine. Elle étudie à la Montverde Academy de Montverde en Floride et joue dans l'équipe féminine de football de son école,. 

### En sélection
Flanigan fait partie de la liste des 27 joueuses des Philippines des moins de 18 ans pour le championnat féminin AFF U-18 de 2022 à Palembang, en Indonésie.
Elle fait ses débuts avec les moins de 18 ans lors d'une défaite 4-0 contre l'Australie. Elle inscrit son premier but avec les moins de 18 ans lors d'une défaite 2-1 contre la Malaisie.
Elle fait partie de l'équipe qui participe à la Coupe d'Asie 2022 en Inde.

## Statistiques
| #  | Date           | Lieu                                       | Adversaire | Score | Résultat | Compétition                    |
| -- | -------------- | ------------------------------------------ | ---------- | ----- | -------- | ------------------------------ |
| 1. | 11 avril 2022  | Wanderers Football Park, Sydney, Australie | Fidji      | 6–0   | 8–0      | Match amical                   |
| 2. | 9 mai 2022     | Stade Cẩm Phả, Cẩm Phả, Viêt Nam           | Cambodge   | 1–0   | 5–0      | Jeux d'Asie du Sud-Est de 2021 |
| 3. | 6 juillet 2022 | Stade Rizal Memorial, Manille, Philippines | Singapour  | 1–0   | 7–0      | Coupe d'Asie 2022              |

## Palmarès
Équipe des Philippines
- Jeux d'Asie du Sud-Est (1) :
  - Troisième : 2021.
- Championnat d'Asie du Sud-Est (1) :
  - Vainqueure : 2022.